# Kloster Rottenmünster
Das Kloster Rottenmünster (lateinisch Rubeum Monasterium) ist eine ehemalige reichsunmittelbare Zisterzienserinnenabtei bei Rottweil.

## Geschichte

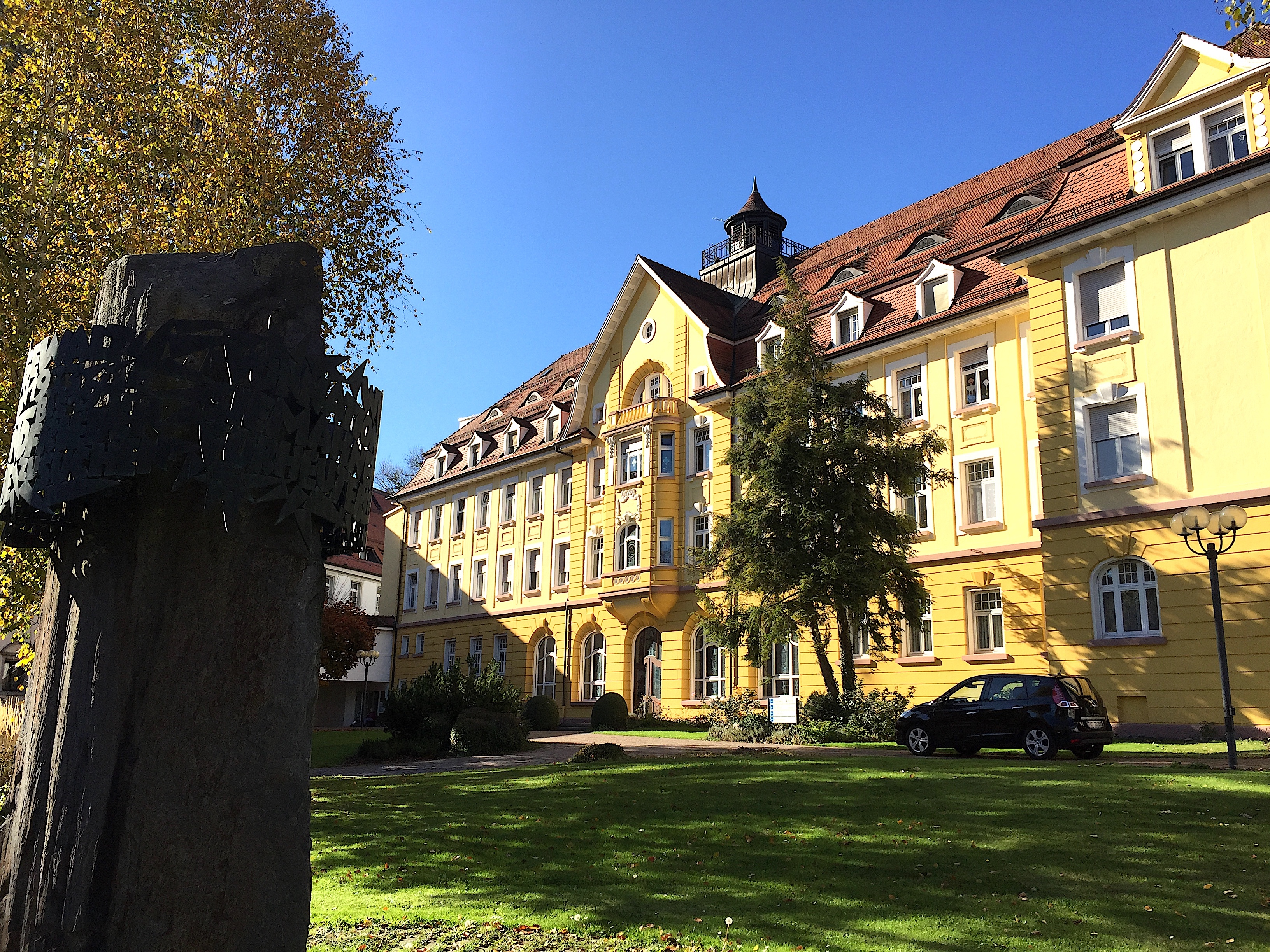
Die ehemalige Reichsabtei, heute Haus St. Vinzenz des Vinzenz-von-Paul-Hospitals in Rottweil

Das Nonnenkloster Rottenmünster entstand um 1220 als Gründung der Insassen der Frauenklause zu Hochmauren (Rottweil). Am 9. Mai 1224 wurde das Kloster Rottenmünster durch Papst Honorius III. in das Generalkapitel des Zisterzienserordens aufgenommen und der Aufsicht des Abtes von Salem unterstellt. Erster Salemer Vaterabt war Eberhard von Rohrdorf, erste Äbtissin die bisherige Meisterin Williburgis. 1237 nahm auch Kaiser Friedrich II. die Abtei Rottenmünster in seinem Schutz und übertrug diesen Schutz des Klosters der Reichsstadt Rottweil. Durch Schenkungen und Mitgiften sammelte das Kloster Grundbesitz zwischen Schwarzwald und Schwäbischer Alb. Bereits im Spätmittelalter (1442) erlangte die Abtei die Reichsunmittelbarkeit und wurde somit Reichsstift. Die Äbtissin von Rottenmünster war fortan über die Schwäbische Prälatenbank im Reichstag vertreten und zudem Mitglied des Schwäbischen Reichskreises.
Am Ende des 14. Jahrhunderts erreichte der Konvent der Abtei seinen personellen Höchststand von etwa von 100 Nonnen, in den folgenden Jahrhunderten hatte die Klostergemeinschaft der Reichsabtei dann eine durchschnittliche Stärke von 20 und 30 Zisterzienserinnen. Im Dreißigjährigen Krieg (1618–1648) wurde die Abtei von umherziehenden Truppen geplündert, 1643 das Kloster von Truppen des Herzogs Eberhard III. von Württemberg sogar niedergebrannt. Äbtissin und Konvent entschlossen sich, Kirche und Kloster im Stil der Zeit neu zu bauen, was in der Regierungszeit der Äbtissin Ursula Scherlin (1658–1687) zwischen 1662 und 1669 durch die Beauftragung der bedeutenden Barockbaumeister Michael Beer und Michael Thumb geschah. Im Jahr 1662 lebten nur 14 Chorfrauen und drei Laienschwestern im Kloster, im folgenden 18. Jahrhundert stieg die Zahl der Schwestern wieder auf über 30 an. Die Säkularisation der geistlichen Reichsterritorien ereilte Rottenmünster im Jahr 1802, als der Besitz und die Gebiete der nun aufgelösten Reichsabtei am 23. November 1802 von Württemberg übernommen wurden. Hierbei handelte es sich um ein Gebiet mit 3.000 Einwohnern und jährlichen Einnahmen von etwa 30.000 Gulden. Die 24 Chorfrauen, vier Novizinnen und 14 Laienschwestern blieben im Kloster wohnen. 1826 starb die letzte Äbtissin Juliana Mayer. 1850 verließ die letzte lebende Schwester, Franziska Gaupp, das Kloster. Spätestens damit endete die Nutzung als Zisterzienserinnenabtei.
Im Jahr 1896 übernahmen die Barmherzigen Schwestern vom hl. Vinzenz von Paul in Untermarchtal die Klostergebäude, in denen 1898 eine Heilanstalt für Geisteskranke eingerichtet wurde, aus der sich das heutige Vinzenz-von-Paul-Hospital entwickelte.

## Territorium der Reichsabtei
Die Streitigkeiten den Umfang des Territoriums der Reichsabtei betreffend konnten erst 1771 abschließend beigelegt werden.
Im Einzelnen gehörten folgende Orte und Güter am Ende des 18. Jahrhunderts zum Hoheitsgebiet der Reichsabtei: Aixheim, Frittlingen, Neukirch (Rottweil), Zepfenhan, die Hälfte von Hausen ob Rottweil, Gut und Burg Rotenstein, acht Höfe und 2800 Morgen Waldungen.

## Liste der Äbtissinnen
- 1221: Williburg

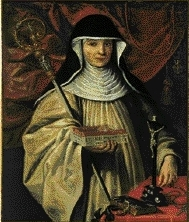
Reichsäbtissin Ursula Scherlin

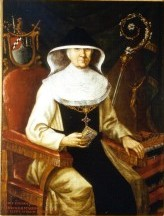
Maria Juliana Mayer, letzte Reichsäbtissin

- 1237: Ida (Ita? von Weckenstein ?)
- 1274–1290: Adelheid von Grieningen
- 1310–1321: Adelheid von Grüningem
- 1328 – um 1334: Katharina von Triberg
- 1343: Adelheid Diepolt
- 1351: Anna Boller
- 1357: Agnes Rüde
- 1357: Margareta
- 1359: Anna Boller
- 1382: Margareth Hüli
- vor 1388–1394: Katharina Gieringer
- 1394: Beatrix von Bodman
- 1406: Ursula von Bodman
- 1419–1430: Brigitta Kopp
- 1436: Elisabeth (Bletz) von Rotenstein

### Ab 1442: Reichsäbtissinen
- 1446–1456: Margaretha von Bern
- 1461–1475: Beatrix von Enzberg
- 1475–1479: Agnes von Wehingen
- 1482: Clara Keller
- 1484–1493: Engla Freiburger
- 1494–1501: Adelheid Bletz von Rotenstein
- 1502–1531: Anna Bletz von Rotenstein
- 1535–1538: Christina Sprenger
- 1542–1545: Dorothea Schnezer
- um 1547: Adelheid Gieringer
- 1550–1557: Veronika Uhl
- 1559–1560: Elisabeth Sichler
- 1561–1564: Magdalena Wagner
- 1565–1595: Barbara Vollmar
- 1596–1611: Anna Hettinger
- 1612–1633: Kunigunde Fehr
- 1633: Anna Spreter
- 1633–1650: Margareta Mayl
- 1649: Bernarda Kuen
- 1651–1658: Susanna von Pflummern
- 1658–1687: Ursula Scherlin
- 1687–1725: Maria Williburg Frey
- 1725–1733: Magdalena Schneider
- 1733–1748: Barbara von Pflummern
- 1748–1762: Thessalina Eberlin
- 1762–1777: Magdalena Mayr
- 1777–1796: Maria Barbara Barxel
- 1796–1803: Maria Juliana Maier (Äbtissin bis 1826 †)

## Sonstiges
Den Salemer Codex IX, 66, ein Hymnar, verfasste die Rottenmünsterer Zisterzienserin Katharina zu Brugg für einen Salemer Mönch.